# Rolnik Polski
Rolnik Polski – polskie czasopismo dla mieszkańców wsi wydawane od września 1947 do maja 1952.
Czasopismo ukazywało się trzy razy w tygodniu z podtytułem Gazeta Związku Samopomocy Chłopskiej. Wydawcą była Spółdzielnia Wydawnicza „Czytelnik”, redakcja mieściła się w Warszawie. W skład zespołu redakcyjnego wchodzili m.in.: Feliks Fikus, Irena Grosz, Antoni Olcha, Stanisław Prószyński, Piotr Chmielecki, Piotr Gałązka, Zb. Bernacki. Od 1947 z czasopismem współpracował działacz ruchu ludowego Józef Rączkowski.
Od 1 czerwca 1952 „Rolnik Polski” został połączony z „Gromadą” wydawaną od 1949 przez KC PZPR, tworząc czasopismo „Gromada – Rolnik Polski” wydawane przez RSW „Prasa”.